# Wassyl Machno

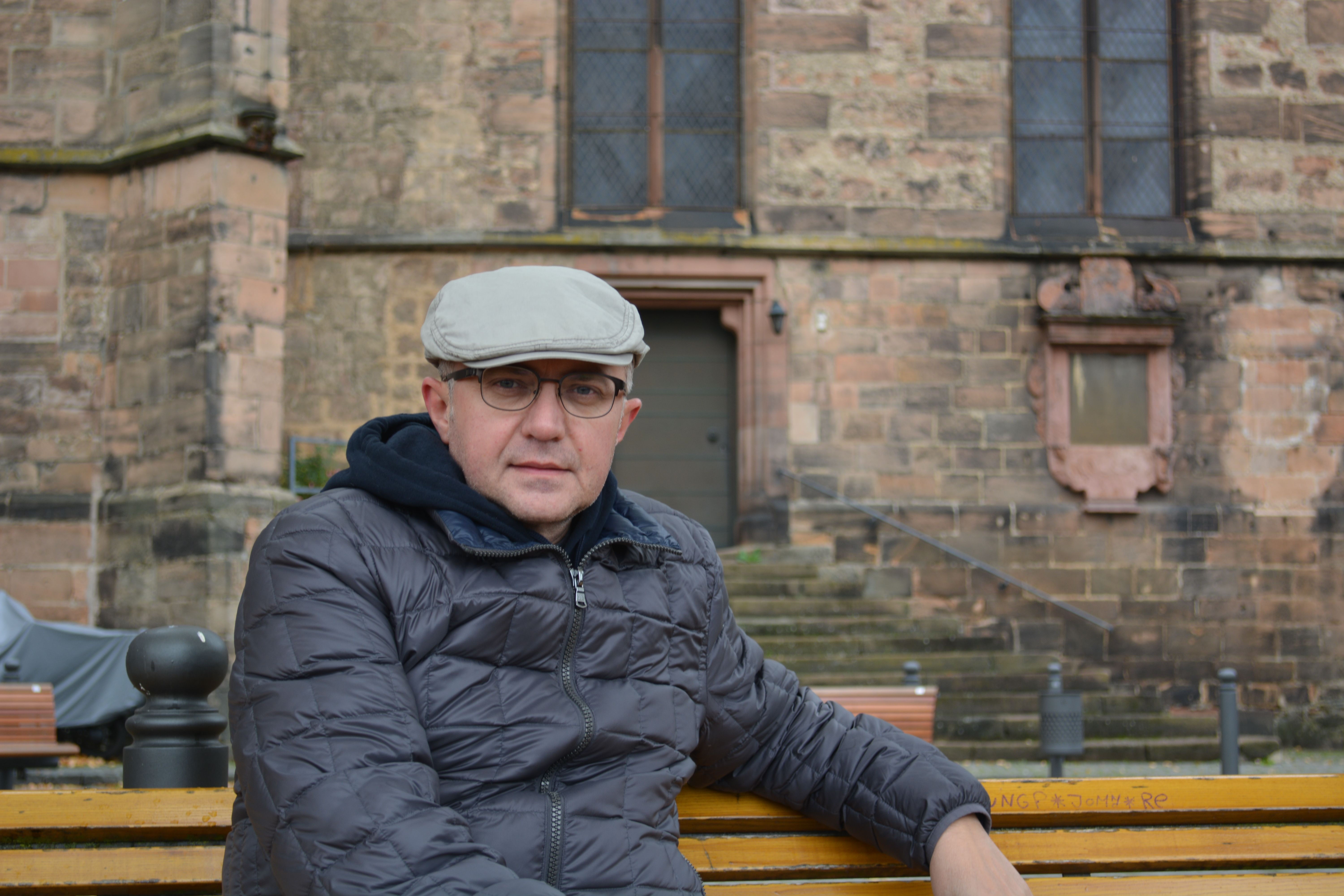
Wassyl Machno

Wassyl Iwanowytsch Machno (ukrainisch Василь Іванович Махно; wiss. Transliteration Vasyl’ Ivanovyč Machno; * 8. Oktober 1964 in Tschortkiw, Oblast Ternopil) ist ein ukrainischer Schriftsteller, Dichter, Essayist und Übersetzer. Mitglied der Ternopiler Autoren-Gruppe West-Wind (1992), der Vereinigung ukrainischer Schriftsteller (Assoziazija ukraïns'kych pysmennykiv – AUP), des Ukrainischen und des Internationalen PEN-Clubs P.E.N.

## Biographie
Nach Beendigung der Schule studierte Machno an der Pädagogischen Hochschule von Ternopil und unterrichtete hier anschließend. 1995 wurde er hier mit seiner Dissertation über den polnisch-ukrainischen Schriftsteller Bohdan-Ihor Antonytsch promoviert. Während der Vorbereitung dieser Arbeit für die Drucklegung 1999 erschienen Machnos erste Gedicht- und Prosabände. Ende der 1990er Jahre unterrichtete er an der Jagiellonen-Universität Krakau. 2000 siedelte er mit seiner Frau und Tochter nach New York über. Hier arbeitet er für die Shevchenko Scientific Society und pflegt Kontakt zu den ukrainischen Poeten der „New York Group“.
Im Dezember 2016 gehörte Machno zu den Unterzeichnern des Aufrufs des Internationalen Literaturfestivals Berlin „Schluss mit dem Massenmord in Aleppo!“, der sich gegen den „Bombenkrieg des russischen Präsidenten Putin in der syrischen Stadt Aleppo“ wendet.

### Werk
Machno schreibt wie die meisten gegenwärtigen ukrainischen Schriftsteller sowohl Poesie als auch Prosa. Seine Anfangsimpulse erhielt er vom Werk des ukrainischen Schriftstellers Bohdan-Ihor Antonytsch, dem seine Dissertation galt. Wie auch dieser pflegt Machno eine komplexe Metaphorik und dichte Wortstruktur. Seine Texte sind geschickt verwebte Wort- und Atmosphären-Gebilde, die an alte, mit feinem Garn gehäkelte Loch-Deckchen erinnern. Machno traut seinen Lesern zu, die einzelnen Sprachbilder und Hinweise mit eigenen Empfindungen und Erfahrungen anzureichern, Zwischentöne auszuloten und auch das Schweigen zu verstehen. Hierbei ist er frei von traditionellen romantischen Vorstellungen von Poesie, er löst Stereotypen auf und pflegt bis in die Zeichensetzung hinein eine große konzentrierte Kürze. Thema von Machnos Kurzgeschichten „Das Haus in Baiting Hollow“ ist die Vermessung des Raumes zwischen Heimat und dem Neuland der Welt New Yorks, die er archäologisch neugierig erkundet und den Lesern in ihrer fremden Vielfalt erschließt. Nach Bänden mit Essays und Kurzgeschichten erschien im Herbst 2019 sein opus magnum, der Roman „Ewiger Kalender“. Auf 652 Seiten folgt er den „Flüssen“ von Schabbtai Zvi bis Sascha Blonder, von Stambul bis in die Westukraine. Auch hier begegnen sich seine Figuren und reiben sich nicht auf in polarisierenden Konfrontationen.

### Auszeichnungen und Stipendien
- 1994 S. Budnij-Preis, 2008 und 2009 Preis der Zeitschrift Kur’jer Kryvbasu, 2009 Lesja und Petro Kovalev-Preis, 2013 Internationaler Povele Morave Poesie Preis (Serbien), 2015 BBC Ukraine Buch des Jahres für „Дім у Бейтінґ Голлов“ und unter den drei Nominierten des Jurij-Schewelow-Preises mit „Rover“, 2016 im Halbfinale des polnischen Angelus-Preises für die polnische Übersetzung von „Дім у Бейтінґ Голлов“, übersetzt von Bohdan Zadura, 2020 Encounter. The Ukrainian-Jewish Literary Prize für den Roman „Ewiger Kalender“, 2024 besondere Anerkennung des Kapitels des Jurij-Schewelow-Preises „für seine besondere Stimme in der ukrainischen Essayistik der vergangenen zwanzig Jahre und das Schlagen von Brücken kultureller Verständigung“.
- 2007 Internationales Poesie-Festival in Kerala (Indien), 2008 Internationales Literaturfestival Berlin (ilb); 2010 Medillin-Poesie-Festival, 2012 Literaturfestival Meridian Czernowitz, 2017 5th International Istanbulensis Poetry Festival; World Poetry Days in Mongolia.

## Werk

### Poesie
- Schyma (Схима). Ternopil 1993.
- Die Einsamkeit Caesars (Самотність цезаря). Ternopil 1994.
- Buch der Hügel und Stunden (Книга пагорбів та годин). Ternopil 1996. (poln. 2003).
- Februar-Elegien und andere Gedichte (Лютневі елегії та інші вірші). Lviv 1998.
- Die Fischflosse (Плавник риби). Ivano-Frankivs’k 2002.
- 34 Gedichte über New York und einiges andere (38 віршів про Нью-Йорк). Kyiv 2004. (poln. 2005; engl. 2009).
- Cornelia Street Café. Kyiv 2007.
- Winter-Briefe (Зимові листи). Kyiv 2011.
  - Winter letters and Poems. Übers. von Orest Popovych. New York 2011.
- Ich möchte Jazz und Rock’n Roll sein (Я хочу бути джазом і рок-н-ролом. Вибрані вірші про Тернопіль і Нью-Йорк). Ternopil 2013.
- Єрусалимські вірші / Jerusalem poems. Kyiv 2016 (ukr. u. engl., mit einem Vorwort von Johanan Shtern-Petrovsky).
  - Wiersze Jerozolimskie. Übersetzt von Bogdan Zadura. tgl 2022.
- Brücke aus Papier (Паперовий міст). Lviv 2017.
- Lhistoriah (להיסטוריה). Tel Aviv 2017.
- Privater Kommentar zur Geschichte (Частный комментарий к истории). Dnipro 2018 (Übersetzung einer Auswahl von Gedichten der vorangehenden Bände ins Russische von Stanislav Belskij)
- Poet, Ozean und Fisch (Поет, океан і риба). Charkiw 2019.
- Das Einerseglerhaus (Одновітрильний дім). Lviv 2021
  - Patarimas Kaip Geriau Rašyti Eilėščius (Tipps zum Schreiben besserer Verse). Übersetzt von Antanas Jonynas. Bazilisko ambasada, Vilnius 2024.
- Schyma (Схима). Vybrani tvory u 2 tomach, t. 1: Poezija (1993–2023). Lviv 2024. 744 S. ISBN 978-966-448-314-5. (Gesammelte Gedichte von 1993 bis 2023)

Machnos Gedichte wurden in 25 Sprachen übersetzt, unter anderem ins Polnische, Englische, Serbische, Deutsche, Hebräische, Litauische, Russische, Rumänische, Slowenische, Spanische, Tschechische, Weißrussische und in Malayalam.
Deutsche Übersetzungen seiner Gedichte erschienen in verschiedenen Anthologien und Zeitschriften.
2019 erschien die DCD „Gelber Hund“ der Ternopiler Formation Nameless mit Vertonungen von 8 Gedichten Machnos. Die Jerusalem Poems wurde 2020 von Amos Elkana vertont und sollen als Song Cycle zur Aufführung gebracht werden.

### Essays
- Der Gertrude-Stein Gedächtnis- und Erholungs-Park (Парк культури і відпочинку імені Гертруди Стайн). Kyiv 2006.
- Füllhorn (Котилася торба). Kyiv 2011.
  - Express „Venezia“, übers. von Bohdan Zadura. Mikołów 2016.
  - Kury ne litajut. Char'kov, Folio, 2016.
  - Свадбарски купус. Београд, Alma, 2017. Die poln., russ. und serb. Ausgaben sind um einige neuere Essays ergänzt.
- Nachbarschaften und Grenzen (Околиці та пограниччя). Kiew 2019.
- Auf dem Rad entlang des Ozeans (Уздовж океану на ровері). Kiew 2020.
- Von Vokalen und Konsonanten: ein enzyklopädisches Wörterbuch von Namen, Städten, Vögeln, Pflanzen und allerlei Dingen (З голосних і приголосних: енциклопедичний словник імен, міст, птахів, рослин та усілякої всячини). Kiew 2023.
- Hühner fliegen nicht (Кури не літають). Vybrani tvory u 2 tomach, t. 2: Essajistyka (2002–2023). Lviv 2024. 576 S. ISBN 978-966-448-315-2. (Essays von 2002 bis 2023)

### Prosa
- Das Haus in Baiting Hollow (Дім у Бейтінґ Голлов). Lwiw 2015. (das Buch wurde in die Liste der 100 Bücher, die helfen, die Ukraine zu verstehen, aufgenommen[5])
  - Listy i powietrze, übers. von Bohdan Zadura. Lublin 2015.
  - Das Haus in Baiting Hollow, übers. von Christian Weise, Leipzig, Leipziger Literaturverlag, 2020, ISBN 978-3-86660-267-0.
- Ewiger Kalender (Вічний календар). Lwiw 2019.
  - Kalendarz wieczności, übers. von Bohdan Zadura. Państwowy Instytut Wydawniczy, Warschau, 2021.
  - Вечный календарь, übers. von Natalja Tschorpyta. Folio, Charkiw 2021.

Machnos Essays und Prosa liegen bereits in Übersetzungen ins Russische und Polnische vor.

### Gedichte und Essays
- Fahrrad (Ровер). Ternopil 2015.

### Theaterstücke
- Coney Island, 2006.
- Bitch/Beach Generation, 2007.

### Einzelne neue Texte
- Das Haus in Baiting Hollow (Дім у Бейтінґ Голлов), in: Radar 10/2014, 162-200 (ukr., poln., dt.). Vgl. http://att.e-radar.pl/00/00/00/05/71/radar,10,571.pdf
- Hochzeits-Kohl (Весільна капуста), in: Krytyka XVIII, 1-2/195/196 (2014) 30-35.
- Hühner fliegen nicht (Кури не літают), in: Kur’er Kryvbasu 299-301 (2014) 3-24.

Die beiden letzten Texte sind in die polnische Übersetzung des Erzählungsbandes "Listy i powietrze" aufgenommen.
- An einem Mittwoch, wo man den Müll abholt, online unter .

### Herausgeber
- Die Neunziger. Anthologie neuerer ukrainischer Poesie (Дев'ятдесятники). Ternopil 1998.

### Wissenschaftliche Veröffentlichungen
- Die Kunstwelt des Bohdan-Ihor Antonytsch (Художній світ Богдана-Ігоря Антонича). Ternopil 1999.

### Übersetzungen
Machno hat als Eintrittskarte seiner Lehrtätigkeit in Krakau Zbigniew Herberts erste Gedichtsammlung „Lichtstrahl“ 1996 übersetzt. Anschließend folgten Übersetzungen von Marian Grzeszak, Józef Lobodowski, [Czesław Miłosz], Janusz Szuber aus dem Polnischen, sowie Gedichte aus dem Amerikanischen und Serbischen.
- Bohdan Zadura, Einfache Wahrheiten (Прості Істини). Übersetzt aus dem Polnischen von Wassyl Machno und Anna Gruver. Lwiw, Wydawnyztwo Staroho Lewa, 2024. ISBN 978-966-448-381-7.

### Interviews und Porträts
- An Interview with Vasyl Makhno in Poetry International Rotterdam
- Dmytro Desiateryk, “A Poetic Text is Fighting Eternity”, in: Den' 16. September 2013
- Interview with Vasyl Makhno by Alexander J. Motyl in Červená Barva Press
- Vasyl Makhno in Israel: “The Interpenetration and Interaction Between Our Worlds Are Obvious”
- The City and the Writer: In Staten Island with Vasyl Makhno
- “The House on Seven Winds. The Portrait of Vasyl Makhno”. A documentary feature by a film director Oleksandr Fraze-Frazenko Skript des Films und online
- “When you write about Galicia, you cannot ignore its multiculturalism” — Vasyl Makhno about his novel ‘Eternal Calendar’

(Quelle:)

### Vertonungen
- Gelber Hund (Жовтий Пес). Ternopil 2019.[7]